# 馬里恩島鮈南極魚
馬里恩島鮈南極魚為輻鰭魚綱鱸形目南極魚亞目南極魚科的其中一種，分布於南冰洋的南三明治群島、南喬治亞島等海域，棲息深度100-150公尺，體長可達20公分，生活習性不明。

## 擴展閱讀
維基物種上的相關：馬里恩島鮈南極魚